# Henttaa
Henttaa (en suédois : Hemtans) est un quartier de la ville d'Espoo en Finlande.

## Description
Henttaa est à l'ouest de la Kehä II, entre les quartiers de Kuurinniitty, Sepänkylä et de Olari. Le Parc central d'Espoo entoure en partie le quartier.